# Hladová bouře v Pardubicích
Hladová bouře v Pardubicích se odehrála na počátku června 1918, v posledním roce první světové války. Byla jednou z několika hladových bouří, které zasáhly české země za první světové války.
Událost se stala v napjaté atmosféře, kdy problémy se zásobováním v Rakousko-Uhersku (ale i dalších zemích Ústředních mocností, např. v Německu) dosahovaly kritických mezí. Snižovaly se příděly potravin, propukaly stávky a nepokoje.
Dne 6. června 1918 několik pracovníků železniční stanice Pardubice hlavní nádraží rozhodlo o odstavení vagonů se slaninou. Ve městě se předtím rozšířila fáma, že směrem do Liberce bude poslán vlak plný jídla. Informace o odstavených vozech se velmi rychle roznesla po městě a druhý den, 7. června 1918 ráno, se u nádraží shromáždili lidé, kteří požadovali vydání masa. Následně vnikli do jednotlivých vagonů a na místo byly přivolány bezpečnostní složky. Nejprve zasahovalo četnictvo, které se pokoušelo vyklidit prostor, nakonec úspěšně.
Vzhledem k události byl nicméně pozastaven provoz na nádraží, čímž došlo k zastavení všech vlaků na trati a paralyzování železniční dopravy v okolí Pardubic. Jedním z vlaků byl i nákladní spoj naložený nedostatkovou moukou, cukrem a dalšími potravinami. K vlaku se postupně začali ještě téhož dne sbíhat lidé, vlak po nějaké době začali hlídat maďarští vojáci a lidi vykazovali pryč. I přesto na místě došlo k potyčce, kdy vojáci vystřelili a zabili nakonec tři lidi (Josef Slezák, František Hátle a Oldřich Kudrna). Nešlo o účastníky davu, ale lidi, kteří procházeli v blízkosti a náhodou je kulky zasáhly. Následně bylo v Pardubicích vyhlášeno stanné právo.
Pohřeb obětí se uskutečnil dne 10. června. Střelba byla předmětem vyšetřování, nikdo nakonec ale nebyl potrestán. Památku obětí incidentu připomíná pamětní deska, která byla umístěna na domě č. 433 ve Sladkovského ulici.